# Sergei Jakowlewitsch Efron

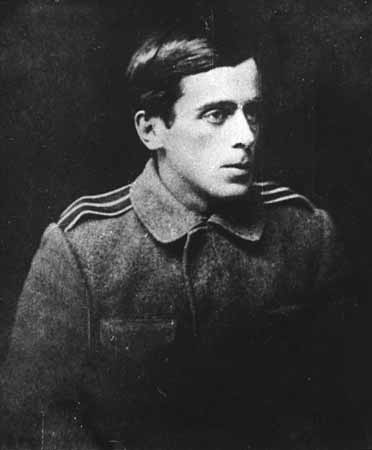
Sergei Efron

Sergei Jakowlewitsch Efron (russisch Сергей Яковлевич Эфрон, wiss. Transliteration Sergej Jakovlevič Ėfron; * 29. Septemberjul. / 11. Oktober 1893greg. in Moskau; † 16. Oktober 1941 ebenda) war ein russischer Schriftsteller und sowjetischer Geheimdienstagent.
Efron war der Ehemann der Schriftstellerin Marina Zwetajewa, die er 1912 geheiratet hatte. Im selben Jahr veröffentlichte er einen Erzählband mit dem Titel Kindheit. Er meldete sich 1914 freiwillig an die Front, im Russischen Bürgerkrieg kämpfte er in der Weißen Armee. Nach deren Niederlage ging er ins Exil, er ließ sich zunächst in Prag nieder. Dorthin kam seine Frau mit der gemeinsamen Tochter Ariadna Efron 1922 nach. 1925 wurde der Sohn Georgi geboren. Im selben Jahr siedelte die Familie nach Paris über.
1931 wurde Efron vom sowjetischen Geheimdienst OGPU angeworben. Zu seinen Aufgaben gehörte die Beschattung von Lew Sedow, dem in Paris lebenden Sohn des Revolutionärs Lew Trotzki, der 1938 von einem Agenten des NKWD ermordet wurde. Auch warb er russische Emigranten für die Rückkehr nach Russland an. Ob seine Frau von seiner Agententätigkeit wusste, ist unter Historikern umstritten. Im Jahr 1937 musste Efron in die Sowjetunion heimkehren, da die französische Polizei ihn der Mittäterschaft bei der Ermordung des sowjetischen Dissidenten Ignaz Reiss beschuldigte.
Zunächst lebte er, abgeschottet von seinen früheren Bekannten, in einer Datscha bei Moskau, dorthin kam seine Frau im Frühjahr 1939 nach. Doch am 27. August wurde ihre Tochter Ariadna, die eine überzeugte Kommunistin war, vom NKWD verhaftet, am 10. Oktober war Efron selbst an der Reihe. Ihm wurde vorgeworfen, französischer Spion zu sein und Kontakte zur Gestapo unterhalten zu haben. Außerdem habe er gegen die „Herstellung freundschaftlicher Beziehungen mit Deutschland gekämpft“. Es war die Zeit der deutsch-sowjetischen Zusammenarbeit nach Anschluss des Ribbentrop-Molotow-Paktes.
Am 16. Oktober 1941 wurde Efron wegen angeblicher Spionage zum Tode verurteilt und erschossen. 1956 wurde er posthum rehabilitiert.